# Can Macià (Sant Pere de Ribes)
|  | Per a altres significats, vegeu «Can Macià (urbanització)». |

Can Macià és una casa al terme de Sant Pere de Ribes (el Garraf) protegida com a Bé Cultural d'Interès Local. Casa situada a la urbanització de Can Macià, al sud de Ribes. Segons diversos testimonis orals i escrits, l'antiga masia de Can Macià va ser enderrocada per fer la urbanització. Enlloc seu s'hi va construir la casa actual.
És un edifici aïllat de planta rectangular que consta de planta baixa i pis i té la coberta a dos vessants amb el carener perpendicular a la façana. Les obertures són d'arc pla arrebossat. En un extrem de la façana de tramuntana s'hi ha adossat un cos en forma de torre, de planta quadrangular i dos nivells i coberta plana transitable. A la façana de ponent té una escala exterior adossada en paral·lel. L'acabat exterior de la casa és arrebossat i pintat de color blanc, mentre que a la torre és de pedra vista. La construcció queda envoltada per un jardí i està tancada per un mur.